# Паульссон, Грегор
Грегор Паульссон (швед. Gregor Paulsson; 27 августа 1889 года, Хельсингборг — 14 февраля 1977 года, там же) — шведский искусствовед и историк искусства. Профессор Уппсальского университета (1934-56).
Сын портного. Учился в Лундском университете, где в 1915 году получил докторскую степень. С 1920 года доцент Стокгольмского университета.
В 1934-56 гг. профессор истории искусства и теории искусства Уппсальского университета.
Почётный доктор Базельского университета (1960).
Лауреат премии стокгольмского Королевского технологического института (1961).
Был женат на сестре писательницы Элин Вагнер.